# Brosimum
Brosimum es un género de planta de la familia Moraceae nativa de las regiones tropicales de América.

## Descripción
Son árboles inermes, con tricomas a veces uncinados, látex blanco o a veces amarillo o transparente; plantas monoicas o dioicas. Hojas enteras, base simétrica a algo asimétrica; estípulas apareadas (en Nicaragua), caducas o persistentes, cicatrices pequeñas hasta casi rodeando totalmente al tallo (en Nicaragua). Inflorescencias solitarias o apareadas, unisexuales o bisexuales, subsésiles o pedunculadas, discoide- o globoso-capitadas, con brácteas peltadas; flores estaminadas a veces no estructuradas, sépalos 2–4 cuando presentes, a veces connados en la base, estambres 1–4, filamentos rectos en la yema; flores pistiladas 1–varias por inflorescencia, hundidas en el receptáculo, estigmas 2, filiformes o con forma de cinta. Frutos drupáceos o abayados; semillas envueltas en un receptáculo carnoso.

## Taxonomía
El género fue descrito por Peter Olof Swartz y publicado en Nova Genera et Species Plantarum seu Prodromus 12. 1788. La especie tipo es: Brosimum alicastrum
Etimología
Brosimum: nombre genérico que deriva de la palabra griega: brosimus que significa "comestible".

## Especies selectas
- Brosimum alicastrum
- Brosimum costaricanum
- Brosimum discolor
- Brosimum gaudichaudii
- Brosimum glaziovii
- Brosimum guianense
- Brosimum ovatifolium
- Brosimum parinarioides
- Brosimum potabile
- Brosimum rubescens
- Brosimum utile

### Usos
Brosimum alicastrum fue usada durante la civilización maya como nuez comestible. En regiones del oeste de Jalisco se consume desde tiempos remotos como bebida semejante al café, aunque más nutritiva y sin el poder estimulante de este. 
Su densa madera es usada para trabajos decorativos en madera por sus tonalidades vivas color escarlata.

## Fuente
1. Germplasm Resources Information Network: Brosimum (inglés)
2. Baker, Mark (2004). "Wood for Woodturners". Sussex: Guild of Master Craftsmen Publications. ISBN 1-86108-324-6.